# کوماریخا
کوماریخا (به لاتین: Komarikha) یک منطقهٔ مسکونی در روسیه است که در سرزمین آلتای واقع شده‌است.